# 大塚尚夫
大塚 尚夫（おおつか ひさお）は、日本の実業家、ホテルグランドパレス代表取締役社長・総支配人。

## 人物・経歴
1962年3月、立教大学経済学部経営学科（現・経営学部）卒業。
同年4月、パレスホテルに入社。1971年に飯田橋にあったホテルグランドパレスの完成と同時に同ホテルへ転籍（ホテルの開業は1972年）。ホテルフロントを任されることとなるが、当時、机と椅子しかない状態からのスタートだったという。
1993年、同社取締役、2001年、同常務・総支配人、2003年、同専務・総支配人と歴任。2005年、同社社長・総支配人に就任。
2009年からは、日本ホテル協会理事も務めた。2009年には、日本ホテル産業教育者グループが主催し、ホテル業界の功労者を表彰する『ホテリエ・オブ・ザ・イヤー』を受賞した。

## 主な表彰
- 『関東運輸局長表彰』 1992年
- 『国土交通大臣表彰』 2007年
- 『ホテリエ・オブ・ザ・イヤー』 2009年